# El Salt d'Aigua
El Salt d'Aigua, és un paratge del terme municipal de Conca de Dalt, al Pallars Jussà, a l'antic terme de Toralla i Serradell, en el territori del poble d'Erinyà.
Està situat a prop de l'extrem nord del terme municipal, quasi limítrof amb el terme de Senterada. És a sota i al sud-oest de la Taula d'Enserola, a l'esquerra del barranc d'Enserola, davant i al nord del Planell de l'Obaga. És a ponent de la partida d'Enserola.